# Mariaort
Mariaort ist ein Dorf mit rund 120 Einwohnern im Landkreis Regensburg. Der Ortsname Mariaort ist von der Ufernase (‚Ort‘) an der Mündung der Naab in die Donau und der darauf errichteten Wallfahrtskirche Mariaort abgeleitet. Mariaort liegt je zum Teil in der Gemeinde Sinzing (Gemarkung Kleinprüfening) (mit der Wallfahrtskirche; am rechten Naab-Ufer) und in der Gemeinde Pettendorf (Gemarkung Kneiting) (am linken Naab-Ufer). Das Dorf ist ein Naherholungsort im Raum Regensburg sowie Ziel- und Ausgangspunkt vieler Wander- und Radtouren.

## Geschichte

### Von der Urzeit bis zu den Römern
Der Raum bei Mariaort mit seiner Lage an Donau und Naab gehörte zum bayerischen Altsiedlungsland. Vor- und frühgeschichtliche Spuren aus der Zeit zwischen 8000 v. Chr. und 5000 v. Chr. finden sich vor allem an der Donau bei Mariaort. Erwähnenswert ist hier insbesondere das im Jahr 1888 vom Mariaorter Bauern Listl beim Pflügen entdeckte Hügelgrab auf der Flur „Lange Äcker“ auf dem Greifenberg bei Kneiting. Die darin gefundenen Grabbeigaben stammen aus der Bronze- oder Hallstattzeit und sind heute im Historischen Museum der Stadt Regensburg ausgestellt.
Im 2. Jahrhundert nach Christus verlief die Grenze des römischen Reichs im Bereich Mariaort am südlichen Ufer der Donau. Auf der gegenüberliegenden Donauseite von Mariaort befand sich dabei das Prüfeninger Kleinkastell, welches um das Jahr 179 erbaut wurde und wohl zur Beobachtung von Germanenvorstößen aus dem Pettendorfer Tal oder über die Naab dienen sollte. Die Lage des römischen Kastells deutet darauf hin, dass dieser Raum schon in der Antike als Aufmarschbasis für Vorstöße in den Zentralort Regensburg diente.

### Erste urkundliche Erwähnungen und frühe Besitzverhältnisse (1020 bis 1300)
Erstmals wird Ort im Jahr 1020 urkundlich erwähnt. In einer Urkunde aus der Zeit vor dem Jahr 1089 wird ein Gerloch de Orto als Zeuge für eine Übereignung des Bischofs Otto von Regensburg an das Kloster Weltenburg genannt. Derselbe Gerloch de Orto wird in einer Urkunde vom 21. Juli 1115 als Zeuge für die Zensualverschreibung einer freien Frau namens Adelheid mit fünf Kindern zugunsten des Hl. Petrus genannt. Da Gerloch de Orto damit zweimal in Verbindung mit Urkunden des Bischofs von Regensburg genannt wird, liegt hier eine Verbindung zwischen ihm und dem Bistum nahe. Grundbesitz des Bischofs im Raum Mariaort lässt sich allerdings nicht nachweisen.

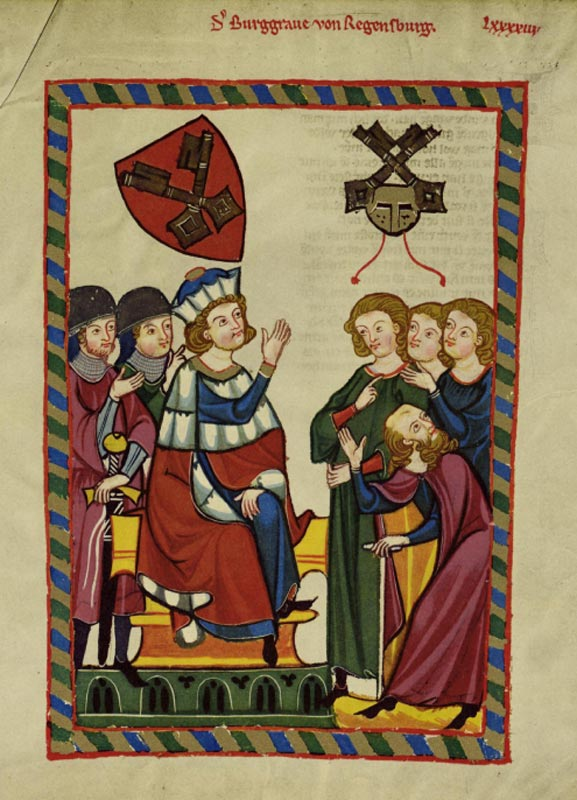
»Der Burggraf von Regensburg« (Codex Manesse, Anfang 14. Jahrhundert); die Burggrafen von Regensburg waren frühe Grundbesitzer im Raum Mariaort

Nachweisen lässt sich für das 12. Jahrhundert Grundbesitz der Burggrafen von Regensburg im Raum Mariaort. Nach 1180 verkaufte Landgraf Otto IV. aus der Linie der Burggrafen von Regensburg seinen Anteil an einem Fischwasser bei Mariaort für zwölf Solidi an das Kloster Sankt Emmeram in Regensburg. Ottos Bruder Friedrich veräußerte kurze Zeit danach ebenfalls seinen Anteil an einem Fischwasser und einen Acker bei Mariaort für 14 Talente an dieses Kloster. Weitere Grundstücksübertragungen der Burggrafen von Mariaort an das Kloster St. Emmeram sind in den Jahren 1191/92 belegt. Mit dem Erlösen der Linie der Burggrafen von Regensburg im Jahr 1196 gelangte der Mariaorter Besitz offenbar durch Erbschaft in den Besitz der Herzöge aus dem Hause Wittelsbach. Erstmals ist der bayerische Herzog im Jahr 1210 als Grundbesitzer in Mariaort nachweisbar.
Die Mariaorter Kirche wird in einer Urkunde aus dem Jahr 1192 erstmals aufgeführt. In einer Urkunde aus dem Jahr 1352 ist die Kirche als Marienkirche belegt. Die Mariaorter Kirche gehörte im Mittelalter dem Regensburger Kloster St. Emmeram und war jeweils der Pfarrei Eilsbrunn zugeordnet. Als Hauptfilialkirche durfte in Mariaort das Sakrament der Taufe gespendet und ein eigener Friedhof betrieben werden. Zeitweise hatte die Mariaorter Kirche auch einen eigenen Kaplan, der vom Abt des Klosters St. Emmeram gemäß seinem Patronatsrecht ernannt wurde.

### Von der Entstehung des Gnadenbilds bis zur Planung eines Wallfahrtszentrums (1300 bis 1800)
Um 1400 entstand das Mariaorter Gnadenbild. Zwischen 1510 und 1517 sind mehrere Ablassverleihungen durch Kardinäle und die Gründung einer Allerseelenbruderschaft belegt.
Vom 13. bis zum 15. Jahrhundert war Mariaort innerhalb der herzoglichen Verwaltung ein Ort von überörtlicher Bedeutung. Mariaort war dem Viztumamt Burglengenfeld und dem Amt Riedenburg zugeordnet. Zeitweilig lässt sich vom 14. Jahrhundert bis Mitte des 15. Jahrhunderts ein Gericht in Mariaort nachweisen, das offenbar für die Orte Mariaort und Kager zuständig war. Später gehörte Mariaort dann zum Gerichtsbezirk Riedenburg.
Im Zuge des Landshuter Erbfolgekriegs war das nördliche Umland von Regensburg im September 1504 Aufmarschgebiet der bayerischen Truppen, die ihr Feldlager auf dem Greifenberg bei Mariaort aufgeschlagen hatten. Von dort aus verheerten die Landsknechte das Umland derart, dass einige Gehöfte in der Umgebung noch fünfzig Jahre später infolge der Kampfhandlungen brach lagen. Als Ergebnis des Landshuter Erbfolgekriegs gehörte das Gebiet der Alt-Gemeinde Pettendorf nicht mehr zum Herzogtum Bayern, sondern zum neu gegründeten Fürstentum Pfalz-Neuburg. Die Orte Kneiting und Mariaort blieben dagegen weiterhin bayerisch. In der Folgezeit wurden zwischen Kneiting, Aichahof und Hinterberg Grenzsteine errichtet, von denen einige in den Fluren noch heute zu sehen sind. Mariaort wurde damit Grenzort und als solcher mit einer Zollstätte versehen.
Für beide Gemeindebereiche begann somit eine mehr als dreihundert Jahre anhaltende politische Trennung. Während der Raum rund um Pettendorf vom pfalz-neuburgischen Landrichteramt in Burglengenfeld verwaltet wurde, unterstanden die Orte Kneiting und Mariaort dem bayerischen Landrichter in Stadtamhof. Erst gegen Ende des 18. Jahrhunderts wurde diese politische Trennung wieder aufgehoben und die Zollstätte in Mariaort aufgehoben.
Während des Dreißigjährigen Krieges wurde die Mariaorter Kirche vollständig geplündert und stark in Mitleidenschaft gezogen. Die Mariaorter Wallfahrt erlebte dann im 17. und 18. Jahrhundert eine Blütezeit. Besonders durch den Regensburger Bischof Albert IV. von Törring und Weihbischof Albert Ernst Graf von Wartenberg wurde der Ausbau der Wallfahrt gefördert. Anfang des 18. Jahrhunderts gab es Bestrebungen, dass Mariaort zu einem großen Wallfahrtszentrum ausgebaut wird. In diesen Kontext ist die Errichtung der nahegelegenen Kalvarienberg-Kirche zu setzen.

### Weinbau, Fähren, Brücken und Schifffahrt bei Mariaort

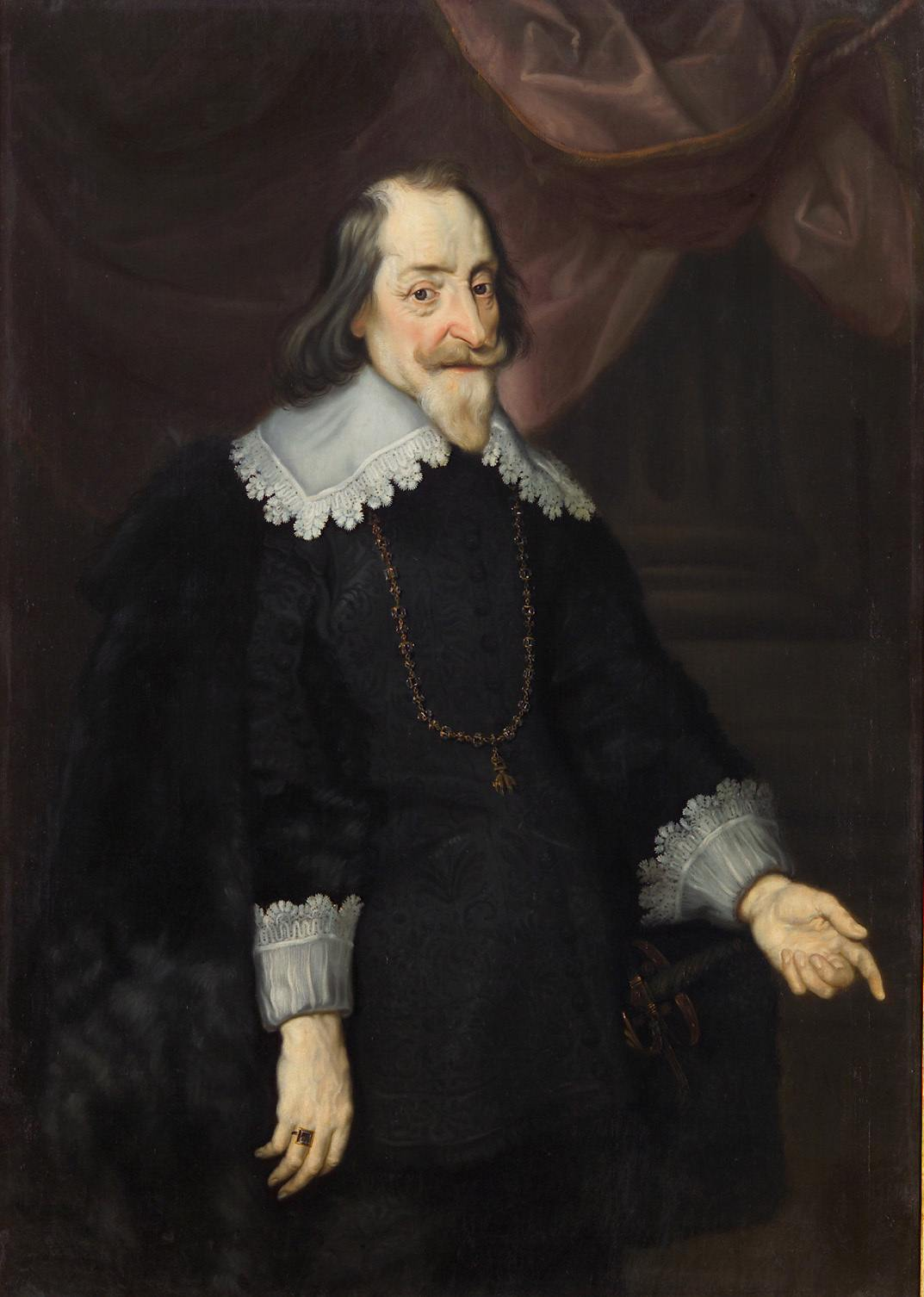
Maximilian I., Kurfürst von Bayern, ließ 1641 von Pionieren die erste Holzbrücke bei Mariaort errichten

Vom Mittelalter bis zu Beginn des 19. Jahrhunderts war Mariaort vom Weinbau geprägt. Auf den Hängen rund um Mariaort wurde dabei der sogenannte Baierwein angebaut. Nach dem Liquidationsprotokoll aus dem Jahr 1835 gaben damals zwei Drittel der rund 17 im Ort ansässigen Kleinbauern als Beruf Weinzierl an.
Erstmals wird im Jahr 1285 eine Fähre bei Mariaort urkundlich erwähnt. Die Fähre verband über Jahrhunderte das Dorf Mariaort mit der auf der gegenüberliegenden Naabseite gelegenen Marienkirche sowie dem dort seit uralter Zeit von Regensburg nach Nürnberg verlaufenden Naabtalweg. 1977 wurde der Fährbetrieb – als Folge des Donauausbaus und der Errichtung einer Staustufe bei Pfaffenstein – eingestellt.
Für Radfahrer und Wanderer wurde im gleichen Jahr, als Ersatz für den eingestellten Fährbetrieb, eine Holzbrücke über die Naab vom Dorf Mariaort zur Wallfahrtskirche errichtet. An der gleichen Stelle gab es bereits im Jahr 1641, während des Dreißigjährigen Krieges, eine von kaiserlichen und bayerischen Pionieren errichtete Holzbrücke sowie später ab dem Jahr 1870 eine weitere Holzbrücke, die als Baustellenbrücke für die Errichtung der Eisenbahnstrecke von Regensburg nach Nürnberg gebaut worden war. Diese Baustellenbrücke ging später in den Besitz der lokalen Gemeindeverwaltung über, wurde aber schon im Jahr 1876 durch einen Eisstoß zerstört.
Durch die Lage an Naab und Donau hatte Mariaort seit jeher eine verkehrstechnische Bedeutung. Wöchentlich verkehrten über Jahrhunderte zwischen Amberg und Regensburg flussabwärts die mit Eisen und flussaufwärts die mit Salz beladenen Schiffe. Flussaufwärts mussten die Lastkähne vom Ufer aus mit Pferden gezogen werden. 1826 wurde der Salz- und Eisentransport auf dem Wasserwege eingestellt.
Im Jahr 1869 wurde im Zug der Bahnstrecke Nürnberg–Regensburg der Bau einer Eisenbahnbrücke über die Donau bei Mariaort von der damaligen Ostbahn AG beschlossen. Am 31. Oktober 1870 waren die Pfeiler für die Brücke in der Donau hochgemauert und die Montage der Eisengitterkonstruktion der Brücke begann. Diese sehr schwierige Arbeit wurde durch ein schweres Unglück am 10. Oktober 1871 überschattet, bei dem ein 28 Meter langes Trägerteil zwischen dem ersten und zweiten Pfeiler auf Mariaorter Seite in die Donau stürzte und dabei sechs Arbeiter erschlug sowie acht weitere Arbeiter schwer verletzte. Den Gesamtschaden des Unglücks bezifferten die Behörden damals auf 31.208 Gulden. Durch den Unglücksfall verzögerte sich die Fertigstellung der Eisenbahnbrücke um mehr als ein Jahr. Nach der Fertigstellung galt die Mariaorter Eisenbahnbrücke als Kunstbau und zog an Sonn- und Feiertagen scharenweise Leute aus Regensburg und Umgebung an.

### Vom Zweiten Weltkrieg bis heute
Im Zweiten Weltkrieg wurde die Eisenbahnstrecke von Regensburg nach Nürnberg und hier insbesondere die Mariaorter Eisenbahnbrücke über die Donau mehrfach bombardiert. Einige Bomben beschädigten dabei auch die Mariaorter Wallfahrtskirche sowie die Kalvarienberg-Kirche. Beide Kirchen wurden nach dem Zweiten Weltkrieg wiederhergestellt und saniert.
Von 1836 bis 1978 bildete Mariaort zusammen mit dem nördlich gelegenen Kneiting die Alt-Gemeinde Kneiting. Im Zuge der Gebietsreform in den 1970er Jahren wurde die Alt-Gemeinde Kneiting in die Gemeinde Pettendorf eingemeindet. Daher gehört der Ortsteil links der Naab zu der Gemeinde Pettendorf, während der Ortsteil rechts der Naab (zwei Kirchen und ein Mesnerhaus) bei der Gemeinde Sinzing verblieb.

## Sehenswürdigkeiten

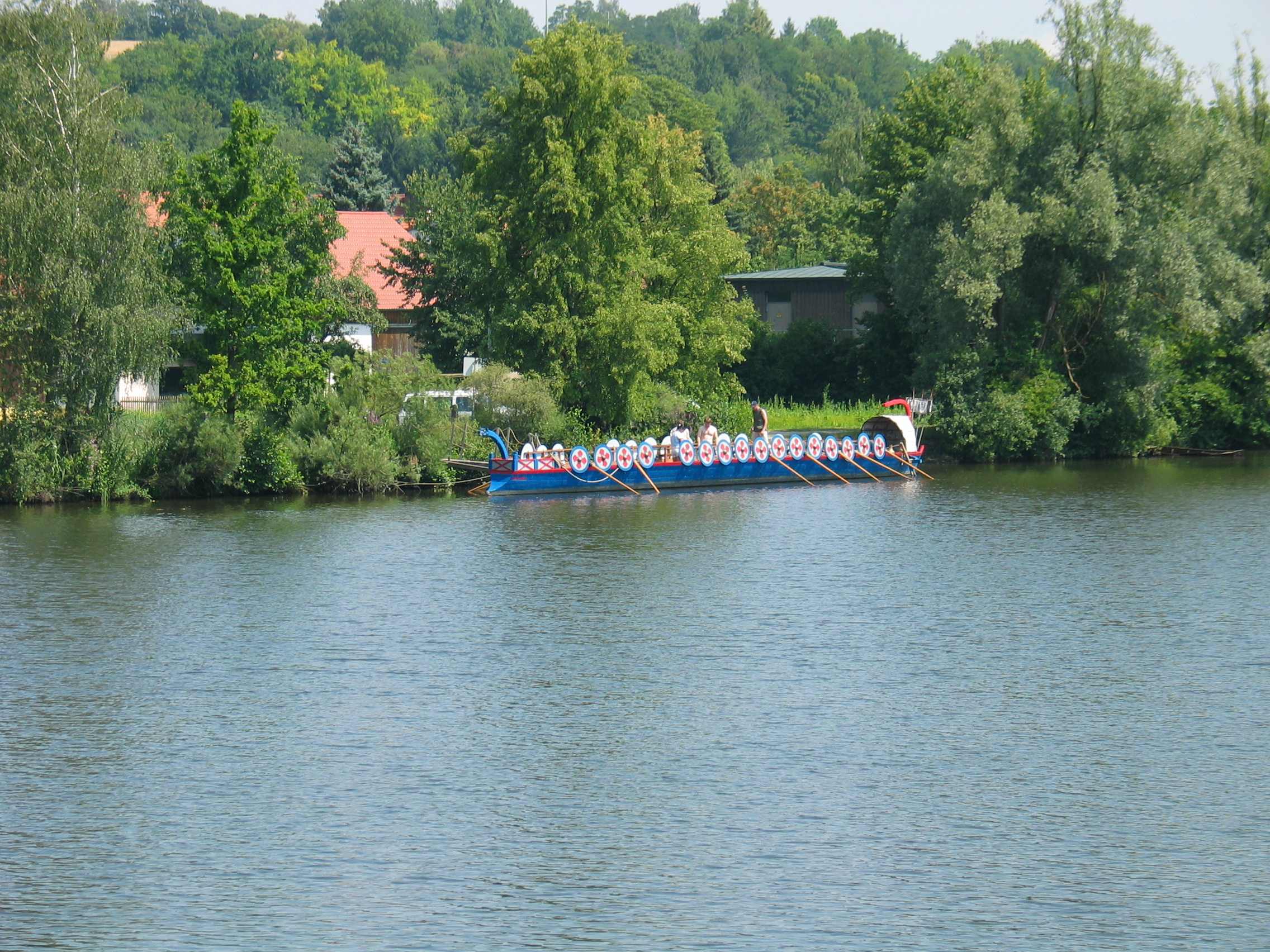
Die Regina, der Nachbau einer römischen Galeere, auf der Naab bei Mariaort

- Wallfahrtskirche Mariaort: Die Wallfahrtskirche Mariaort zählt zu den kleinen Wallfahrtskirchen der Oberpfalz, doch liegt sie malerisch am Naabufer und nimmt durch ihre einheitliche Architektur und Ausstattung eine interessante Stellung ein. Das Generalkonservatorium München bezeichnete die Wallfahrtskirche als eine der schönsten Kirchen des 18. Jahrhunderts in der Umgebung Regensburgs. Die beliebte Tauf- und Hochzeitskirche bildet als Marienwallfahrtsort einen ganzjährigen Anziehungspunkt für Gläubige bis nach Franken und Tschechien. Die Kirche wurde im 12. Jahrhundert erstmals erwähnt und ab 1352 als Marienkirche geführt. Um 1400 entstand das Gnadenbild von Mariaort. Es soll der Legende nach in der Zeit der oströmischen Bilderstürme (8. Jahrhundert) bei Konstantinopel ins Meer geworfen und auf einer Wacholderstaude stromaufwärts nach Mariaort getrieben worden sein.
- Kalvarienberg-Kirche: Südöstlich der Wallfahrtskirche Mariaort wurde auf einem Felsen um oder nach 1700 die Kalvarienberg-Kirche errichtet. Der Regensburger Weihbischof Albert Ernst Graf von Wartenberg scheint hierbei eine entscheidende Rolle gespielt zu haben. Nach den Vorstellungen der Bauherren sollten Marien- und Kreuzverehrung an einer Wallfahrtsstätte vereinigt werden. Eine andere Vermutung zur Baugeschichte stellt einen Bezug zur Anfang des 18. Jahrhunderts in Regensburg wütenden Pest her. Durch die Bombardierung der nahegelegenen Eisenbahnbrücke über die Donau wurde die Kirche im Zweiten Weltkrieg stark beschädigt und später umfassend renoviert. Die Kirche ist ein vierseitig schließender Saalbau ohne Turm. Im Innenraum befindet sich ein Spiegelgewölbe sowie eine geschweifte Doppelempore auf Säulen. Sehenswert ist vor allem die dreifache Treppenanlage zum Presbyterium sowie die lebensgroßen Statuen der Propheten Jesaja und Jeremia.[6]
- Römische Galeere: In den Sommermonaten ist die Naab bei Mariaort der Liegeplatz der von Studenten des Lehrstuhls für Alte Geschichte der Universität Regensburg nachgebauten römischen Flussgaleere Regina. Die Galeere stellt eine originalgetreue Nachbildung eines Navis Iusoria, eines Kampfschiffs aus den Jahren um 300 n. Chr. dar. Die Römer fertigten es speziell für die Verteidigung des Limes, der nördlichen Grenzlinie des Römischen Reichs zwischen Rhein und Donau. Interessierte können an Testfahrten mit der Galeere auf der unteren Naab teilnehmen.[13][14]
- Naabspitz: Historisch floss die Naab ab Mariaort noch einige Kilometer parallel zur Donau; so lag der Mündungsbereich noch im 14. Jahrhundert bei Regensburg. Infolge von Flussbegradigungen und Eisstößen und durch den Staustufenbau im 20. Jahrhundert verlagerte er sich immer weiter donauaufwärts. Heute mündet die Naab unmittelbar am Steilhang von Mariaort in die Donau und formt den sogenannten „Naabspitz“, eine schmale Landzunge, von der aus man einen beeindruckenden Ausblick auf beide Flüsse hat. Der Naabspitz ist über die Mariaorter Holzbrücke erreichbar und liegt auf der Naabseite der Wallfahrtskirche.

## Tourismus
Mariaort ist ein wichtiger Naherholungsort im Raum Regensburg. Zahlreiche Rad- und Wandertouren starten oder enden in Mariaort. Auch der Waldnaabtal-/Naabtal-Radweg von Bärnau nach Regensburg führt an Mariaort vorbei. Für Kanu- und Schlauchbootfahrten auf der Naab – von Kallmünz oder Heitzenhofen aus – ist Mariaort zudem regelmäßig der Schlusspunkt.
Vom in der Gemeinde Pettendorf gelegenen Dorf Mariaort führt eine Holzbrücke über die Naab zur auf der gegenüberliegenden Seite gelegenen Wallfahrtskirche. Von der Holzbrücke aus ist auch der sogenannte „Naabspitz“ erreichbar, die schmale Landzunge an der Mündung der Naab in die Donau, in dessen Umkreis im Sommer häufig gezeltet oder gegrillt wird. Vor allem wegen der gut ausgebauten Wege entlang von Naab und Donau, die idyllisch eingewachsen sind, wird der Bereich von Mariaort geschätzt.

## Freizeit
- Freiwillige Feuerwehr Mariaort (gegründet 1873)[19]
- Schützenverein Greifenberg Mariaort (gegründet 1960)[9]

## Sonstiges
- Als man 1819 nach einem Standort für die Walhalla an der Donau suchte, wurde die Landspitze von Mariaort – neben den Anhöhen von Niederwinzer und dem dann gewählten Standort bei Donaustauf – in die engere Wahl gezogen. Das Fehlen einer Burgruine gab jedoch dann den Ausschlag, dass Mariaort nicht als Standort für die Walhalla gewählt wurde.[20]
- Die Bundesstraße 8 (Würzburg–Nürnberg–Regensburg–Passau) führt unmittelbar an Mariaort vorbei und sorgt hier für eine deutliche Lärmbelastung.
- Der Inhalt des DEFA-Films Ein Pfeiler im Strom 1983 basiert auf Sabotageakten des Regensburgers Walter Zauner, der Anfang der fünfziger Jahre aus pazifistischen Beweggründen den Sprengschacht der Mariaorter Eisenbahnbrücke zumauerte.[21]
- Alljährlich am Frauentag zum Fest Mariä Himmelfahrt am 15. August kommen Wallfahrer aus der Umgebung zur Mariaorter Wallfahrtskirche. Diese Tradition kann bis ins 15. Jahrhundert zurückverfolgt werden.
- Seit Jahrhunderten wird Mariaort regelmäßig vom Hochwasser der Donau oder Naab heimgesucht. Die letzten großen Hochwasser betrafen Mariaort in den Jahren 1965, 1988 und 2002. Vor dem Ausbau des Rhein-Main-Donau-Kanals, welcher zu einer Erhöhung der Fließgeschwindigkeit der Donau geführt hat, wurde Mariaort auch regelmäßig von einem sogenannten Eisstoß betroffen.